# Athing Mu
Athing Mu (Trenton, 8 juni 2002) is een atlete uit de Verenigde Staten van Amerika, die zich heeft toegelegd op de middellange afstand. Bovendien komt zij ook goed voor de dag op de lange sprintonderdelen. Ze nam eenmaal deel aan de Olympische Spelen en veroverde bij die gelegenheid de gouden medaille op de 800 m. Een tweede olympisch gouden medaille behaalde zij als lid van het winnende Amerikaanse team op de 4 × 400 m estafette. Vervolgens werd zij een jaar later op de 800 m ook wereldkampioene.

## Biografie

### Jeugd
Athing Mu is de op een na jongste uit een gezin met zeven kinderen. Voor haar geboorte emigreerden haar ouders vanuit Zuid-Soedan naar de Verenigde Staten. Reeds op vijfjarige leeftijd begon zij met atletiek bij de Trenton Track Club.
In 2015 en 2016 veroverde zij haar eerste titels op de 800 m bij de Junior Olympics van de Amateur Athletic Union met tijden van respectievelijk 2.10,18 en 2.10,85. Ze besloot daarna om niet voor haar highschool uit te komen, maar dat voor haar club te blijven doen.

### Eerste titels
Haar eerste internationale ervaring deed Mu op bij de Olympische Jeugdspelen van 2018 in Buenos Aires, waar zij op de 800 m een zilveren medaille veroverde. Een jaar later veroverde zij op zestienjarige leeftijd haar eerste nationale titel door bij de Amerikaanse indoorkampioenschappen de 600 m te winnen in de nationale recordtijd van 1.23,57, de op een na snelste tijd ter wereld ooit. Alleen de Russin Olga Kotljarova was in 2004 met 1.23,44 dertienhonderdste seconde sneller geweest. Later dat jaar won zij allereerst de 800 m op de Pan-Amerikaanse kampioenschappen voor U20-junioren, werd zij vervolgens vijfde op de 800 m tijdens de Amerikaanse seniorenkampioenschappen in de persoonlijke recordtijd van 2.01,17, om ten slotte op de Pan-Amerikaanse Spelen op de 800 m te sneuvelen in de halve finale. Aan het eind van dat jaar sloot zij zich aan bij het atletiekteam van de Texas A&M-universiteit, waar zij kinesiologie ging studeren.

### Wereldrecord U20
Begin 2020 stapte Mu al in de voorronde van de 800 m op de Amerikaanse indoorkampioenschappen er tussenuit en kwam zij in het door de coronapandemie gedecimeerde buitenseizoen niet meer in actie. In februari 2021 kwam zij echter sterk terug door bij een indoorwedstrijd in College Station op de 400 m een tijd van 50,52 s te laten noteren. Het zou een wereldindoorrecord voor U20-junioren zijn geweest, als de voor de erkenning ervan noodzakelijke dopingcontrole niet had ontbroken. Drie weken later liep de Amerikaanse op de 800 m 1.58,40, opnieuw een U20-wereldindoorrecord. Deze keer werd wel aan alle voorwaarden voldaan en werd de prestatie officieel door World Athletics erkend.

### Tweemaal olympisch goud
In het buitenseizoen bracht Mu met tijden van 49,68 op de 400 en 1.57,73 op de 800 m eerst haar Amerikaanse U20-records naar omlaag, alvorens bij de NCAA-kampioenschappen de 400 m te winnen in 49,57, opnieuw een U20-record. Daarna besloot zij niet langer uit te komen voor haar universiteit, maar sloot zij een profcontract bij Nike. Daarna won zij de 800 m op Amerikaanse Olympic Trials in 1.56,07, een nieuwe nationale toptijd. Vanzelfsprekend kwalificeerde zij zich hiermee voor de Olympische Spelen van Tokio. En daar veroverde ze zowel op de 800 m als de 4 × 400 m estafette een gouden medaille.
Terug in eigen land verbeterde Mu nog diezelfde maand tijdens de Prefontaine Classic met haar winnende tijd van 1.55,04 op de 800 m het Amerikaanse record.

## Titels
- Olympisch kampioene 800 m - 2020
- Olympisch kampioene 4 × 400 m - 2020
- Wereldkampioene 800 m - 2022
- Amerikaans kampioene 800 m - 2021, 2022
- Amerikaans indoorkampioene 600 m - 2019
- NCAA-kampioene 400 m - 2021
- NCAA-kampioene 4 × 400 m - 2021
- NCAA-indoorkampioene 4 × 400 m - 2021
- Pan-Amerikaans kampioene U20 - 2019

## Persoonlijke records
Outdoor
| Onderdeel   | Prestatie          | Datum             | Plaats       |
| ----------- | ------------------ | ----------------- | ------------ |
| 200 m       | 23,63 s (+1,3 m/s) | 31 juli 2018      | Des Moines   |
| 400 m       | 49,57 s            | 12 juni 2021      | Eugene       |
| 600 m       | 1.22,74            | 30 april 2022     | Philadelphia |
| 800 m       | 1.54,97 (NR)       | 17 september 2023 | Eugene       |
| 1500 m      | 4.03,44            | 8 juli 2023       | Eugene       |
| 1 Eng. mijl | 5.02,55            | 17 juni 2017      | Greensboro   |

Indoor
| Onderdeel   | Prestatie        | Datum            | Plaats          |
| ----------- | ---------------- | ---------------- | --------------- |
| 200 m       | 24,11 s          | 6 januari 2019   | New York        |
| 300 m       | 37,36 s          | 18 januari 2020  | Lynchburg       |
| 400 m       | 50,52 s          | 6 februari 2021  | College Station |
| 600 m       | 1.23,57 (NR)     | 24 februari 2019 | New York        |
| 800 m       | 1.58,40 (WR U20) | 27 februari 2021 | Fayetteville    |
| 1000 m      | 2.44,43          | 26 januari 2019  | New York        |
| 1 Eng. mijl | 4.37,99          | 15 januari 2022  | College Station |

## Palmares

### 400 m
- 2019: 8e Europa-VS te Minsk – 54,34 s
- 2021:  NCAA-kamp. – 49,57 s

### 600 m
- 2019:  Amerikaanse indoorkamp. – 1.23,57 (NR)

### 800 m
- 2018:  Olympische Jeugdspelen – 2.05,23
- 2019:  Pan-Amerikaanse kamp. U20 – 2.05,50
- 2019: 5e Amerikaanse kamp. - 2.01,17
- 2019: 7e in ½ fin. Pan-Amerikaanse Spelen – 2.07,30
- 2019: 7e Europa-VS te Minsk – 2.06,68
- 2021:  Amerikaanse kamp. – 1.56,07
- 2021:  OS – 1.55,21 (NR)
- 2022:  WK - 1.56,30
- 2023:  WK - 1.56,61

Diamond League overwinningen
- 2021: Prefontaine Classic – 1.55,04 (NR)
- 2022: Golden Gala - 1.57,01
- 2023: Prefontaine Classic - 1.54,97 (NR)

### 4 × 400 m
- 2021:  NCAA-indoorkampioene - 3.26,68
- 2021:  NCAA-kamp. – 3.22,34
- 2021:  OS – 3.16,85

1928: Lina Radke ·
1960: Ljoedmila Sjevtsova ·
1964: Ann Packer ·
1968: Madeline Manning ·
1972: Hildegard Falck ·
1976: Tatjana Kazankina ·
1980: Nadezjda Olizarenko ·
1984: Doina Melinte ·
1988: Sigrun Wodars ·
1992: Ellen van Langen ·
1996: Svetlana Masterkova ·
2000: Maria Mutola ·
2004: Kelly Holmes ·
2008: Pamela Jelimo ·
2012: Caster Semenya ·
2016: Caster Semenya ·
2020: Athing Mu ·
2024: Keely Hodgkinson
1972: Käsling, Kühne, Seidler, Zehrt ·
1976: Maletzki, Rohde, Streidt, Brehmer ·
1980: Prorotsjenko, Gojsjtsjik, Zjoeskova, Nazarova ·
1984: Leatherwood, Howard, Brisco-Hooks, Cheeseborough ·
1988: Ledovskaja, Nazarova, Pinigina, Bryzgina ·
1992: Roezina, Dzjigalova, Nazarova, Bryzgina ·
1996: Stevens, Malone, Graham, Miles ·
2000: Miles Clark, Hennagan, Colander, Anderson ·
2004: Trotter, Henderson, Richards, Hennagan ·
2008: Wineberg, Felix, Henderson, Richards ·
2012: Trotter, Felix, McCorory, Richards-Ross ·
2016: Okolo, Hastings, Francis, Felix ·
2020: McLaughlin, Felix, Muhammad, Mu ·
2024: Little, McLaughlin-Levrone, Thomas, Holmes
1983 Jarmila Kratochvílová ·
1987 Sigrun Wodars ·
1991 Lilia Noeroetdinova ·
1993 Maria Mutola ·
1995 Ana Fidelia Quirot ·
1997 Ana Fidelia Quirot ·
1999 Ludmila Formanová ·
2001 Maria Mutola ·
2003 Maria Mutola ·
2005 Zulia Calatayud ·
2007 Janeth Jepkosgei ·
2009 Caster Semenya ·
2011 Caster Semenya ·
2013 Eunice Jepkoech Sum ·
2015 Marina Arzamasova ·
2017 Caster Semenya ·
2019 Halimah Nakaayi ·
2022 Athing Mu ·
2023 Mary Moraa
- World Athletics: 14708132